# Seasons of Wither
«Seasons of Wither» es una canción de la banda de Hard rock estadounidense Aerosmith.
La canción fue escrita por el cantante Steven Tyler. Fue lanzada en 1974 en el segundo álbum de la banda Get Your Wings.

## Información de la canción
Según Tyler la canción fue inspirada por el Massachusetts paisaje de invierno. La lírica de la canción también habla de una relación. Esta es una de las canciones favoritas de Steven Tyler de Aerosmith. La canción es destacada por guitarras acústicas, voz lenta, y un ritmo fuerte.
- Datos: Q1286555